# Lovescape
Lovescape es un álbum de estudio del cantautor estadounidense Neil Diamond, publicado el 27 de agosto de 1991 por Columbia Records. Alcanzó la posición No. 44 en la lista de éxitos Billboard 200 en los Estados Unidos.

## Lista de canciones
| N.º | Título                                               | Duración |  |
| 1.  | «If There Were No Dreams»                            | 3:15     |  |
| 2.  | «Mountains of Love»                                  | 4:53     |  |
| 3.  | «Don't Turn Around»                                  | 3:49     |  |
| 4.  | «Someone Who Believes in You»                        | 4:14     |  |
| 5.  | «When You Miss Your Love»                            | 4:40     |  |
| 6.  | «Fortune of the Night»                               | 4:08     |  |
| 7.  | «One Hand, One Heart»                                | 3:02     |  |
| 8.  | «Hooked on the Memory of You» (dueto con Kim Carnes) | 2:51     |  |
| 9.  | «Wish Everything Was Alright»                        | 3:52     |  |
| 10. | «The Way»                                            | 4:51     |  |
| 11. | «Sweet L.A. Days»                                    | 4:12     |  |
| 12. | «All I Really Need Is You»                           | 4:21     |  |
| 13. | «Lonely Lady #17»                                    | 3:58     |  |
| 14. | «I Feel You»                                         | 3:38     |  |
| 15. | «Common Ground»                                      | 4:50     |  |